# Heinrich Grünfeld
Heinrich Grünfeld (Praga, 21 aprile 1855 – Berlino, 26 agosto 1931) è stato un violoncellista boemo, fratello di Alfred Grünfeld.

## Biografia
Grünfeld nacque in una ricca famiglia ebrea, quarto di dieci figli del commerciante Moses Grünfeld (n. 1817 Kolín nad Labem) e di sua moglie Regina (n. 1826), nata Pick, a Praga - Città nuova. Fu educato al Conservatorio di Praga. Nel 1876 andò a Berlino e per otto anni insegnò alla Neue Akademie der Tonkunst. In collaborazione con Xaver Scharwenka e Gustav Hollaender (in seguito con Émile Sauret, Max Pauer e Florian Zajic) organizzò delle serate di trio che divennero molto popolari. Nel 1886 Grünfeld fu nominato violincellista di corte del re Guglielmo di Prussia.
Grünfeld può essere ascoltato in un arrangiamento di Mendelssohn della Canzone Senza Parole op. 53, n. 2, insieme al violinista Alfred Wittenberg e al pianista Moritz Mayer-Mahr, sul Parlophon acustico P 1736. Questi tre artisti andarono in tournée in tournée in qualità di membri di un trio di pianoforte affermato.